# Ferenczy János (ügyvéd)
Ferenczy János, névváltozat: Kardos Adorján (Pápa?, 1784. – 1833. május 26. előtt) ügyvéd, földrajzi szakíró.

## Élete
Horvát István szerint pápai származású és római katolikus vallású volt, azonban a pápai anyakönyvben sem születési, sem halálozási idejére nem akadtak. 1800–1801-ben Szombathelyen végezte el a VII. osztályt, Kresznerics Ferenc volt a tanára. 1801-ben Pesten az egyetemen folytatta tanulmányait, emellett báró Laffert Vincze fiainak, Antalnak és Ignácnak házi tanítója volt. 1805–1806-ban jogot hallgatott az egyetemen és napi jegyzetei szerint jó barátja volt Horvát Istvánnak, ezen kívül Révai Miklóst, Virág Benedeket, Vitkovics Mihályt, Schedius Lajost is gyakran látogatta. 
1805. január 12-én Horvát István, Markovics János és Rachovetz András – mindhárman a bölcselkedés doktorai – társaságot alkottak és Ferenczyt választották titkáruknak. ki ezen naptól kezdette írni napi jegyzéseit. A társaság célja „a haza ügye, a literatura előmozdítása és az emberiség nemes terjesztése” volt. 1810–1812-ben Bécsben időzött a báró Laffert fiúkkal. 1814. július 19-én feleségül vette Molnár Annát; Felsőörsön tartott esküvője egész irodalmi ünnepéllyé nőtte ki magát, melyre Budáról, Pestről, Székesfehérvárról, Veszprémből egybesereglett az akkori irodalom csaknem összes képviselője. Később azonban Pankotán teljes figyelmével az ügyészségnek felé fordult, és szegre akasztotta lantját, melyet az öreg Virág Benedek kedélyes epistolái hasztalan nógattak a megszólalásra. 1833. május 26-án már Veszprémben élt, innen írt özvegye Horvát Istvánhoz levelet, melyben fia halálát tudatja vele. Ferenczy művelt ember volt, latinul, németül és franciául egyaránt olvasott.

## Művei
- Örömversek azon gyászos hír után, mely a nagyérdemű s fő tiszt. Paintner Mihály rátóti prépost úrnak halálát hazudta, mikor a győri kerületben az oskoláknak királyi főigazgatójokká neveztetett. Pest, 1805. (Vitkovics Mihály és Horvát Istvánnal együtt.)
- Versegi Ferentznek megtsalatkozott illetlen motskolódásai a tiszta magyarságban. Pest, 1806. (Fényfalvi Kardos Adorján névvel; V. személyes bántásait veri vissza s elveit és összes tanait ostromolja, védve Révaiét. Toldy ugyan neki tulajdonítja ezen munkát, de valószínű, hogy azt Révai sugalta s társaival együtt írta; ezen körülményről azonban Napi jegyzeteiben egy szóval sem emlékezik meg.) Online
- Közönséges geographia, melyben a földnek mathematikai, természeti, és leginkább politikai állapotja a legujabb változások után elő adatik. Pest, 1809. (2. egészen megjobbított kiadás. Pest, 1823. A 3. kiadás címe: F. J. közönséges geographiája, 2. kiadás után újabb változások szerint korunk szükségeihez alkalmazta Kanya Pál.)
- Ferenczy János művei, 1-5.; s. n., Szatmár, 1887–1910
- 1. Rekettye Filep városatya csevegései a tekintetes közgyűlésből, 1.; 1887
- 2. Rekettye Filep városatya csevegései a tekintetes közgyűlésből, 2.; 1898
- 3. köt.; 1907
- 4. Irodalom, tudomány, művészet Szatmár-Németiben; Országos Monografia Társaság, Bp., 1908
- 5. köt.; 1910
- Horvát István és Ferenczy János levelezése; sajtó alá rend., előszó, jegyz. Soós István;   MTA Irodalomtudományi Intézet, Bp., 1990 (Magyarországi tudósok levelezése)

Kéziratban egy verse s Napi jegyzések 1805–06. 4-rét 159 lap; ismert Horvát Istvánhoz írt 146 levele is.